# Miss Grand International
Miss Grand International er en årlig international skønhedskonkurrence, der arrangeres af Miss Grand International Organization. Miss Grand International er sammen med Miss Universe, Miss World, Miss International og Miss Supranational en af "De Grand Slam" skønhedskonkurrencer i verden. Konkurrencen blev grundlagt i 2013 i Thailand af Nawat Itsaragrisil, en thailandske forretningsmand. Showet sendes i Thailand på tv-netværket BBTV Channel 7 og sendes på Facebook Live.
Deltagerne i MissGrand International stiller op i følgende kategorier, hvor finalisterne udvælges til finaleaftenen: Best in Swimming suit, Best Evening Gown, Best National Costume, Best Social Media og Miss Popular Vote; vinderne i Miss Popular Vote er direkte kvalificeret til Top 10 finalisten.
Den nuværende indehaver af titlen Miss Grand International er Valentina Figuera Morales fra Venezuela, der den 25. oktober 2019 vandt Miss Grand International 2019 konkurrencen i Caracas i Venezuela.
Ingen danske eller nordiske kvinder har vundet Miss Grand International-titlen. Bedste nordiske resultat blev opnået på Miss Grand International 2018, hvor Hanna-Louise Haag Tuvér fra Sverige opnåede en Top 20-finalist.

## Miss Grand International-vindere
| År   | Miss Grand International | Land                  | National titel                   | Værtsland                 | Antal deltagere |
| ---- | ------------------------ | --------------------- | -------------------------------- | ------------------------- | --------------- |
| 2013 | Janelee Chaparro         | Puerto Rico           | Miss Grand Puerto Rico           | Nonthaburi, Thailand      | 71              |
| 2014 | Lees Garcia              | Cuba                  | Miss Cuba                        | Bangkok, Thailand         | 85              |
| 2015 | Anea Garcia              | Dominikanske Republik | Miss Grand Dominikanske Republik | Bangkok, Thailand         | 77              |
| 2015 | Claire Elizabeth Parker  | Australien            | Miss Grand Australien            | Bangkok, Thailand         | 77              |
| 2016 | Ariska Putri Pertiwi     | Indonesien            | 4. plads – Puteri Indonesia      | Las Vegas, USA            | 74              |
| 2017 | María José Lora          | Peru                  | Miss Grand Peru                  | Phú Quốc, Vietnam         | 77              |
| 2018 | Clara Sosa               | Paraguay              | Miss Grand Paraguay              | Rangoon, Myanmar          | 75              |
| 2019 | Valentina Figuera        | Venezuela             | Finalist – El Concurso           | Caracas, Venezuela        | 60              |
| 2020 | Abena Appiah             | USA                   | Miss Grand USA                   | Bangkok, Thailand         | 63              |
| 2021 | Nguyễn Thúc Thùy Tiên    | Vietnam               | Miss Grand Vietnam               | Bangkok, Thailand         | 59              |
| 2022 | Isabella Menin           | Brasilien             | Miss Grand Brasilien             | Jakarta, Indonesien       | 68              |
| 2023 | Luciana Fuster           | Peru                  | Miss Grand Peru                  | Ho Chi Minh-byen, Vietnam | 69              |
| 2024 | Rachel Gupta             | Indien                | Miss Grand Indien                | Bangkok, Thailand         | 68              |

### Vinder galleri
- Miss Grand International 2024Rachel Gupta
 Indien
- Miss Grand International 2023Luciana Fuster
 Peru
- Miss Grand International 2022Isabella Menin
 Brasilien
- Miss Grand International 2021Nguyễn Thúc Thùy Tiên
 Vietnam
- Miss Grand International 2020Abena Appiah
 USA
- Miss Grand International 2019Valentina Figuera
 Venezuela
- Miss Grand International 2018Clara Sosa
 Paraguay
- Miss Grand International 2017María José Lora
 Peru
- Miss Grand International 2016Ariska Putri Pertiwi
 Indonesien
- Miss Grand International 2015 Claire Elizabeth Parker
 Australien
- Miss Grand International 2014 Lees Garcia
 Cuba
- Miss Grand International 2013 Janelee Chaparro
 Puerto Rico

### Vindere fordelt efter lande
| Antal titler | Land                  | Vinderår   |
| ------------ | --------------------- | ---------- |
| 2            | Peru                  | 2017, 2023 |
| 1            | Indien                | 2024       |
| 1            | Brasilien             | 2022       |
| 1            | Vietnam               | 2021       |
| 1            | USA                   | 2020       |
| 1            | Venezuela             | 2019       |
| 1            | Paraguay              | 2018       |
| 1            | Indonesien            | 2016       |
| 1            | Australien            | 2015       |
| 1            | Dominikanske Republik | 2015       |
| 1            | Cuba                  | 2014       |
| 1            | Puerto Rico           | 2013       |

## Repræsentanter for Danmarks
- I 2013 havde Unique Models i København licensen til Miss Grand Denmark[16].
- Fra 2015 til 2017 havde Miss Queen of Scandinavia Denmark organisationen licensen for Miss Grand Denmark[17]
- I 2018 og 2019 er licenserne indeholdt af henholdsvis Miss Danmark[18] og Miss Universe Denmark[19].

Farvetast
- Vinder
- Finalist
- Semifinalist

| År                             | Miss Grand Denmark         | National titel                                                 | Hjemby             | Holdeplads         | Særlige priser     |
| ------------------------------ | -------------------------- | -------------------------------------------------------------- | ------------------ | ------------------ | ------------------ |
| 2013                           | Natasja Smith              | –                                                              | København          | –                  | –                  |
| 2014                           | Ingen repræsentant         | Ingen repræsentant                                             | Ingen repræsentant | Ingen repræsentant | Ingen repræsentant |
| 2015                           | Isabella Lyhne Christensen | Miss Grand Denmark 2015-pris på Miss Queen of Scandinavia 2015 | Herning            | –                  | –                  |
| 2016                           | Ida Gøral Sjøstrøm         | Miss Grand Denmark 2016-pris på Miss Queen of Scandinavia 2016 | København          | –                  | –                  |
| 2017                           | Natasha Bendix Helms       | Miss Grand Denmark 2017-pris på Miss Queen of Scandinavia 2017 | København          | Konkurrerede ikke  | Konkurrerede ikke  |
| 2017                           | Iben Haahr Berner          | Miss Globe Denmark 2017-pris på Miss Queen of Scandinavia 2017 | Gudbjerg Sydfyn    | –                  | –                  |
| 2018                           | Natasja Kunde              | 5. plads – Miss Danmark 2018 (Miss Grand Denmark 2018)         | København          | –                  | –                  |
| 2019 –2020: Ingen repræsentant |                            |                                                                |                    |                    |                    |

## Eksterne links
- Wikimedia Commons har flere filer relateret til Miss Grand International
- Officielt website